# Glasshouse
Glasshouse – trzeci album studyjny angielskiej piosenkarki popowej Jessie Ware, który ukazał się 20 października 2017 pod etykietą Island Records.
Na single promocyjne wybrano piosenki: „Midnight”, „Selfish Love” oraz „Alone”.
Album w Polsce uzyskał status platynowej płyty.

## Lista utworów

### Wersja standardowa
| 1.  | „Midnight”                                             | 3:57  |
|     |                                                        |       |
| 2.  | „Thinking About You”                                   | 3:28  |
|     |                                                        |       |
| 3.  | „Stay Awake, Wait for Me”                              | 3:35  |
|     |                                                        |       |
| 4.  | „Your Domino”                                          | 3:47  |
|     |                                                        |       |
| 5.  | „Alone”                                                | 3:36  |
|     |                                                        |       |
| 6.  | „Selfish Love”                                         | 3:57  |
|     |                                                        |       |
| 7.  | „First Time”                                           | 4:05  |
|     |                                                        |       |
| 8.  | „Hearts”                                               | 3:33  |
|     |                                                        |       |
| 9.  | „Slow Me Down”                                         | 3:24  |
|     |                                                        |       |
| 10. | „Finish What We Started”                               | 3:49  |
|     |                                                        |       |
| 11. | „Last of the True Believers” (featuring Paul Buchanan) | 3:53  |
|     |                                                        |       |
| 12. | „Sam”                                                  | 5:15  |
|     |                                                        |       |
|     |                                                        | 46:19 |
|     |                                                        |       |